# Maierato
Maierato est une commune italienne de la province de Vibo Valentia dans la région Calabre en Italie.
Le 17 février 2010, à la suite de fortes pluies, un gigantesque glissement de terrain a frappé la petite commune. Aucun blessé n'est à déplorer.

## Administration
| Période                                  | Période | Identité | Étiquette | Qualité |
| ---------------------------------------- | ------- | -------- | --------- | ------- |
|                                          |         |          |           |         |
| Les données manquantes sont à compléter. |         |          |           |         |

### Communes limitrophes
Capistrano, Filogaso, Francavilla Angitola, Monterosso Calabro, Pizzo, Polia, Sant'Onofrio